# 死磕派律師
“死磕派”律師指在從事代理工作中，對法院、檢察院、公安部門等政府機關不合司法程序或違反法律法規的行為進行抗爭的律師。死磕派律師進行抗爭的手段包括在庭審中抗議，在法庭下在網路上發聲、曝光，尋求輿論支持等。死磕派律師對政府機關違法違規行為進行抗議的目的是完成律師的代理工作，但死磕派律師不一定代理維護公民權利的案件，因此不等同於維權律師。維權律師進行維權訴訟或抗爭，也不一定採用「死磕」的辦法。
楊學林律師稱，在北海四名律師被控偽證案中，遲夙生律師看到有律師遭到不明身份的人員圍毆，便說「得死磕」。「死磕派律師」得名於此。

## 拓展阅读
- 单仁平; 环球时报. . 新浪. 2014-05-08  [2022-04-22]. （原始内容存档于2014-10-12）.
- 环球时报. . 人民网. 2015-07-12  [2022-04-22]. （原始内容存档于2022-05-31）.
- 黄云中. . 环球时报. 2015-07-13  [2022-04-22].
- 新华社. . 新华网. 2016-08-05  [2022-04-22]. （原始内容存档于2022-05-13）.
- 王鳳濤. . 中山大学法律评论. 2015-03: 203-223  [2022-04-22].